# Charles Stewart Rolls
Charles Stewart Rolls, född 27 augusti 1877 i London, död 12 juli 1910 i Bournemouth, Dorset, var en brittisk biltävlingsförare, ballongflygare, pilot och biltillverkare. Tillsammans med Frederick Henry Royce grundade han Rolls-Royce.
Rolls utbildades i flygning av Wilbur Wright i Auvours Frankrike. När utbildningen var klar köpte han Wrights första flygplan som byggts i Europa. Han var den förste engelsman som flög över Engelska kanalen, den 2 juni 1910, från Dover till Sangatte och tillbaka igen utan att mellanlanda, med ett Short-Wright biplan.
Rolls omkom 12 juli samma år, då han havererade med sitt plan nära Bournemouth i England och blev då den förste engelske pilot som omkom i ett flyghaveri.